# Deux de couple poids légers masculin aux Jeux olympiques d'été de 2016
Navigation
Londres 2012 Tokyo 2020
L'épreuve masculine du deux de couple poids légers des Jeux olympiques d'été 2016 de Rio de Janeiro se déroule sur le Lagoa Rodrigo de Freitas  du 8 août au 12 août 2016.

## Horaires
Les temps sont donnés en Western European Summer Time (UTC+1)
| Date                  | Temps   | Série          |
| --------------------- | ------- | -------------- |
| Lundi 8 août 2016     | 11 h 50 | Qualifications |
| Mardi 9 août 2016     | 11 h 40 | Repêchages     |
| Jeudi 11 août 2016    | 11 h 40 | Demi-finale    |
| Vendredi 12 août 2016 | 9 h 20  | Finale B       |
| Jeudi 12 août 2016    | 14 h 44 | Finale A       |

## Médaillés
| Or                               | Argent                                | Bronze                               |
| France Pierre Houin Jérémie Azou | Irlande Gary O'Donovan Paul O'Donovan | Norvège Kristoffer Brun Are Strandli |

## Résultats

### Qualifications
Les deux premiers bateaux de chaque série se qualifient pour les demi-finales. Les autres équipages vont aux repêchages.

#### Série 1
| Rang | Athlètes                           | Pays      | Temps          | Notes            |
| ---- | ---------------------------------- | --------- | -------------- | ---------------- |
| 1    | Gary O'Donovan Paul O'Donovan      | Irlande   | 6 min 23 s 725 | Demi-finales A/B |
| 2    | Andrea Micheletti Marcello Miani   | Italie    | 6 min 24 s 10  | Demi-finales A/B |
| 3    | Mads Rasmussen Rasmus Quist Hansen | Danemark  | 6 min 33 s 67  | Repechage        |
| 4    | Moritz Moos Jason Osborne          | Allemagne | 6 min 40 s 48  | Repechage        |
| 5    | Cem Yilmaz Huseyin Kandemir        | Turquie   | 6 min 41 s 67  | Repêchage        |

#### Série 2
| Rang | Athlètes                                       | Pays       | Temps         | Notes            |
| ---- | ---------------------------------------------- | ---------- | ------------- | ---------------- |
| 1    | Kristoffer Brun Are Strandli                   | Norvège    | 6 min 24 s 81 | Demi-finales A/B |
| 2    | Josh Konieczny Andrew Cambell                  | États-Unis | 6 min 26 s 56 | Demi-finales A/B |
| 3    | Felipe Cardenas Morales Bernardo Guerrero Diaz | Chili      | 6 min 38 s 95 | Repêchage        |
| 4    | Bernhard Sieber Paul Sieber                    | Autriche   | 6 min 43 s 37 | Repêchage        |
| 5    | Chiu Hin Chun Tang Chiu Mang                   | Hong Kong  | 6 min 45 s 05 | Repêchage        |

#### Série 3
| Rang | Athlètes                              | Pays    | Temps         | Notes            |
| ---- | ------------------------------------- | ------- | ------------- | ---------------- |
| 1    | Pierre Houin Jérémie Azou             | France  | 6 min 24 s 62 | Demi-finales A/B |
| 2    | Artur Mikolajczewski Miłosz Jankowski | Pologne | 6 min 27 s 70 | Demi-finales A/B |
| 3    | Hiroshi Nakano Hideki Omoto           | Japon   | 6 min 34 s 27 | Repêchage        |
| 4    | Raul Hernandez Liosbel Hernandez      | Cuba    | 6 min 39 s 79 | Repêchage        |
| 5    | André Matias Jean-Luc Rasamoelina     | Angola  | 6 min 58 s 93 | Repêchage        |

#### Série 4
| Rang | Athlètes                            | Pays           | Temps         | Notes            |
| ---- | ----------------------------------- | -------------- | ------------- | ---------------- |
| 1    | James Thompson John Smith           | Afrique du Sud | 6 min 23 s 10 | Demi-finales A/B |
| 2    | Will Fletcher Richard Chambers      | Royaume-Uni    | 6 min 25 s 62 | Demi-finales A/B |
| 3    | Daniel Wiederkehr Michael Schmid    | Suisse         | 6 min 29 s 95 | Repêchage        |
| 4    | Sun Man Wang Chunxin                | Chine          | 6 min 30 s 83 | Repêchage        |
| 5    | Xavier Vela Maggi Willian Giaretton | Brésil         | 6 min 31 s 13 | Repêchage        |

### Repêchages
Les deux premières embarcations de chaque série de repêchage se qualifient pour les demi-finales A/B, les autres sont reversées pour les demi-finales C/D.
| Rang | Athlètes                                       | Pays     | Temps         | Notes            |
| ---- | ---------------------------------------------- | -------- | ------------- | ---------------- |
| 1    | Mads Rasmussen Rasmus Quist Hansen             | Danemark | 7 min 02 s 78 | Demi-finales A/B |
| 2    | Sun Man Wang Chunxin                           | Chine    | 7 min 03 s 88 | Demi-finales A/B |
| 3    | Raul Hernandez Liosbel Hernandez               | Cuba     | 7 min 07 s 17 | Demi-finales C/D |
| 4    | Felipe Cardenas Morales Bernardo Guerrero Diaz | Chili    | 7 min 11 s 38 | Demi-finales C/D |
| 5    | Cem Yilmaz Huseyin Kandemir                    | Turquie  | 7 min 13 s 49 | Demi-finales C/D |
| 5    | André Matias Jean-Luc Rasamoelina              | Angola   | 7 min 29 s 73 | Demi-finales C/D |

| Rang | Athlètes                            | Pays      | Temps         | Notes            |
| ---- | ----------------------------------- | --------- | ------------- | ---------------- |
| 1    | Moritz Moos Jason Osborne           | Allemagne | 7 min 05 s 36 | Demi-finales A/B |
| 2    | Bernhard Sieber Paul Sieber         | Autriche  | 7 min 06 s 41 | Demi-finales A/B |
| 3    | Daniel Wiederkehr Michael Schmid    | Suisse    | 7 min 07 s 90 | Demi-finales C/D |
| 4    | Xavier Vela Maggi Willian Giaretton | Brésil    | 7 min 11 s 20 | Demi-finales C/D |
| 5    | Hiroshi Nakano Hideki Omoto         | Japon     | 7 min 13 s 60 | Demi-finales C/D |
| 5    | Chiu Hin Chun Tang Chiu Mang        | Hong Kong | 7 min 22 s 05 | Demi-finales C/D |

### Demi-finales
Les trois premiers de chaque demi-finales se qualifient pour la finale A, les autres sont reversées en finale B.

#### Demi-finales 1
| Rang | Athlètes                       | Pays        | Temps         | Notes    |
| ---- | ------------------------------ | ----------- | ------------- | -------- |
| 1    | Pierre Houin Jérémie Azou      | France      | 6 min 34 s 43 | Finale A |
| 2    | Josh Konieczny Andrew Cambell  | États-Unis  | 6 min 35 s 19 | Finale A |
| 3    | Gary O'Donovan Paul O'Donovan  | Irlande     | 6 min 35 s 70 | Finale A |
| 4    | Will Fletcher Richard Chambers | Royaume-Uni | 6 min 38 s 76 | Finale B |
| 5    | Moritz Moos Jason Osborne      | Allemagne   | 6 min 59 s 28 | Finale B |
| 6    | Sun Man Wang Chunxin           | Chine       | 7 min 01 s 49 | Finale B |

#### Demi-finales 2
| Rang | Athlètes                              | Pays           | Temps         | Notes    |
| ---- | ------------------------------------- | -------------- | ------------- | -------- |
| 1    | James Thompson John Smith             | Afrique du Sud | 6 min 38 s 01 | Finale A |
| 2    | Kristoffer Brun Are Strandli          | Norvège        | 6 min 38 s 65 | Finale A |
| 3    | Artur Mikolajczewski Miłosz Jankowski | Pologne        | 6 min 40 s 23 | Finale A |
| 4    | Andrea Micheletti Marcello Miani      | Italie         | 6 min 40 s 45 | Finale B |
| 5    | Mads Rasmussen Rasmus Quist Hansen    | Danemark       | 6 min 45 s 05 | Finale B |
| 6    | Bernhard Sieber Paul Sieber           | Autriche       | 6 min 53 s 62 | Finale B |

### Finales

#### Finale B
| Rang | Athlètes                           | Pays        | Temps         | Notes |
| ---- | ---------------------------------- | ----------- | ------------- | ----- |
| 1    | Will Fletcher Richard Chambers     | Royaume-Uni | 6 min 28 s 81 |       |
| 2    | Andrea Micheletti Marcello Miani   | Italie      | 6 min 29 s 52 |       |
| 3    | Bernhard Sieber Paul Sieber        | Autriche    | 6 min 32 s 30 |       |
| 4    | Mads Rasmussen Rasmus Quist Hansen | Danemark    | 6 min 34 s 72 |       |
| 5    | Sun Man Wang Chunxin               | Chine       | 6 min 40 s 74 |       |
| 6    | Moritz Moos Jason Osborne          | Allemagne   | 6 min 42 s 19 |       |

#### Finale A
| Rang                                | Athlètes                              | Pays           | Temps         | Notes |
| ----------------------------------- | ------------------------------------- | -------------- | ------------- | ----- |
| Médaille d'or, Jeux olympiques      | Pierre Houin Jérémie Azou             | France         | 6 min 30 s 70 |       |
| Médaille d'argent, Jeux olympiques  | Gary O'Donovan Paul O'Donovan         | Irlande        | 6 min 31 s 23 |       |
| Médaille de bronze, Jeux olympiques | Kristoffer Brun Are Strandli          | Norvège        | 6 min 31 s 39 |       |
| 4                                   | James Thompson John Smith             | Afrique du Sud | 6 min 33 s 29 |       |
| 5                                   | Josh Konieczny Andrew Cambell         | États-Unis     | 6 min 35 s 07 |       |
| 6                                   | Artur Mikolajczewski Miłosz Jankowski | Pologne        | 6 min 42 s 00 |       |